# تپه هانیل

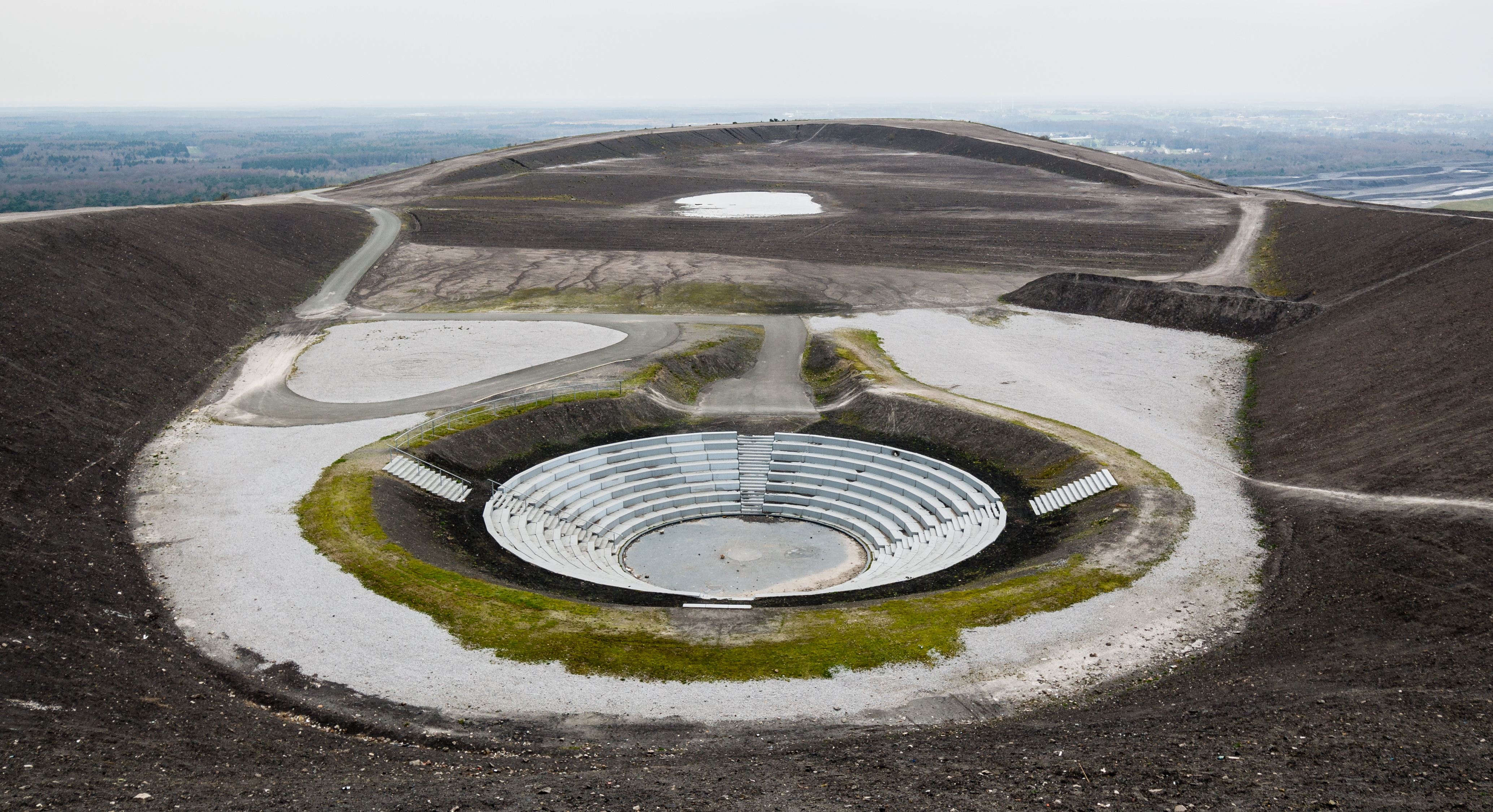
نمایی از آمفی تئاتر از بالا در تپه هانیل

تپه هانیل (به آلمانی: Halde Haniel) تپه‌ای است در بتتروپ واقع در غرب آلمان. این تپه یکی از مرتفع‌ترین تپه‌های منطقه رور است. بلندی هانیل ۱۵۹ متر و ارتفاع آن از سطح دریا ۱۸۴/۹ متر است. این تپه در کنار یک معدن زغال سنگ واقع شده‌است. یک آمفی تئاتر دایره‌ای شکل با گنجایش ۸۰۰ نفر در این تپه وجود دارد. رویدادهای فرهنگی و نمایش تئاتر در اینجا مرتباً برگزار می‌گردد. نمایش‌های جدرمان (Jedermann) در سال ۱۹۹۹، رؤیای شب نیمه تابستان در سال ۲۰۰۱ و اوپرای سه پنی (Die Dreigroschenoper) در سال ۲۰۰۲ و کابارت در سال ۲۰۰۳ در این تماشاخانه اجرا شده‌است. در تپه هانیل آثار هنری مثل نقاشی و هنرهای مدرن به شکل ایستاده موجود است.

## نگارخانه

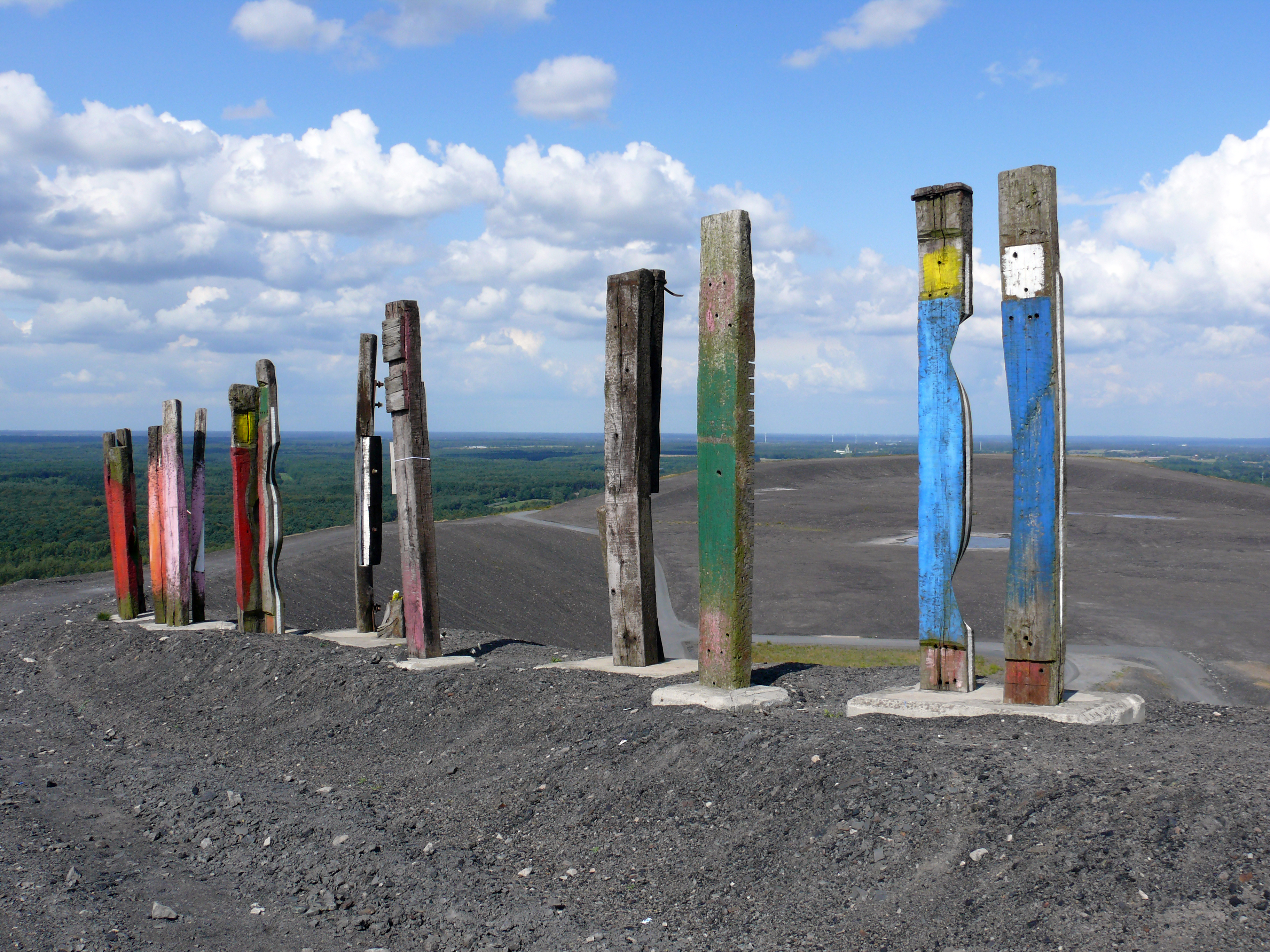
در تپه هانیل آثار هنری مثل نقاشی و هنرهای مدرن به شکل ایستاده موجود است.
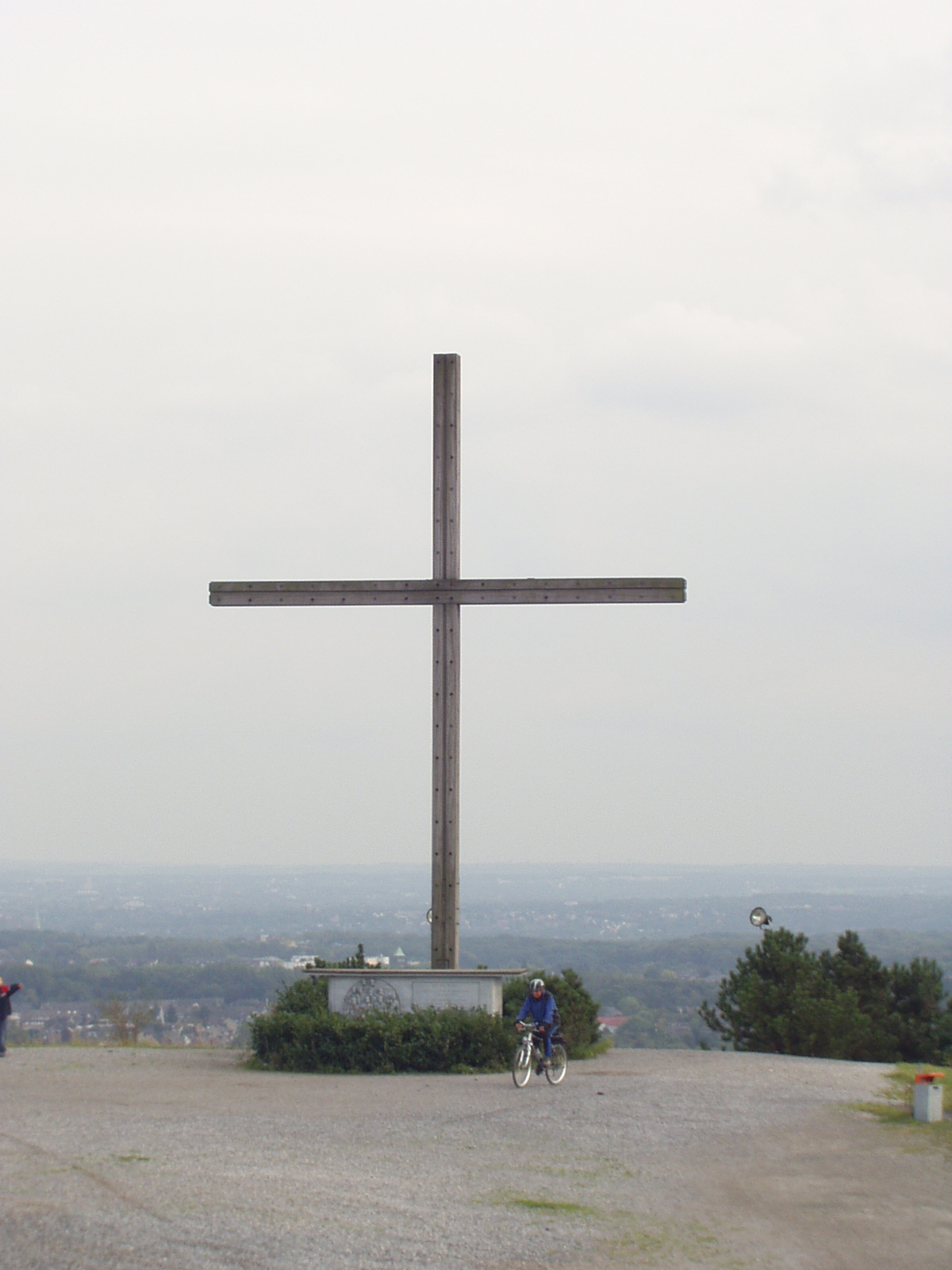
صلیبی در منطقه
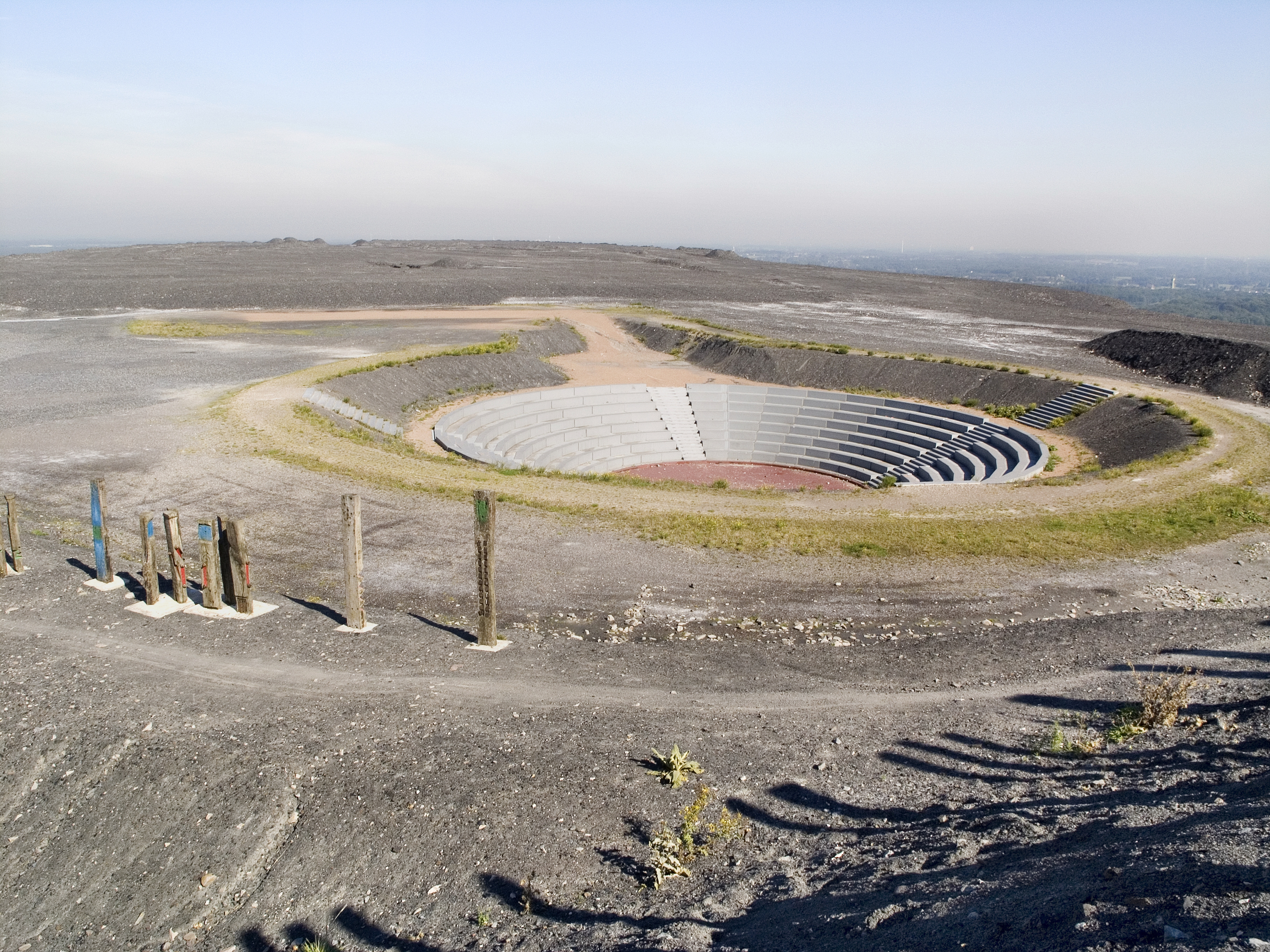
نمایی جانبی از آمفی تئاتر
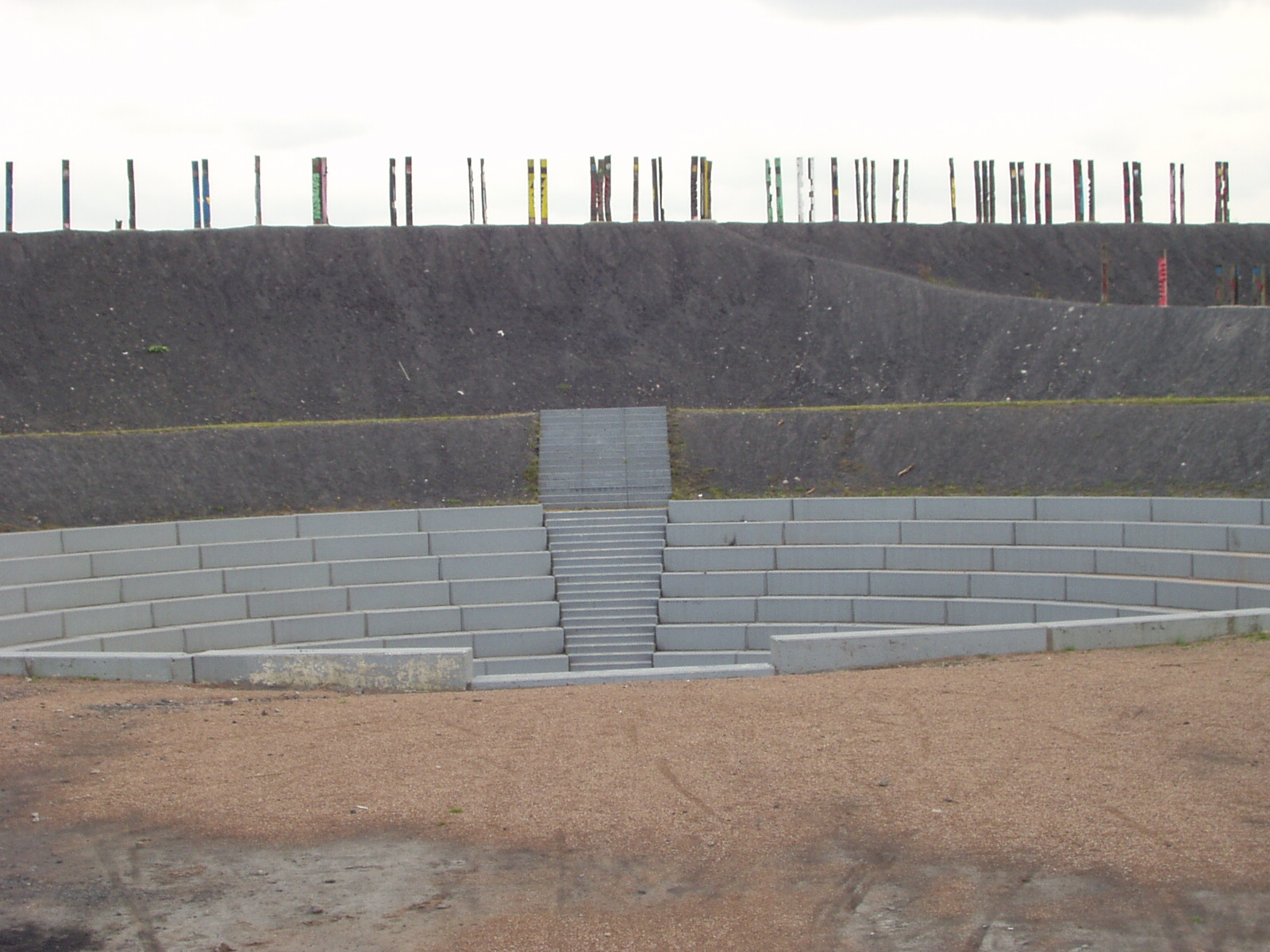
آثار هنری و آمفی تئاتر